# Mylossoma
A Mylossoma a csontos halak (Osteichthyes) főosztályának a sugarasúszójú halak (Actinopterygii) osztályába, ezen belül a pontylazacalakúak (Characiformes) rendjébe és a pontylazacfélék (Characidae) családjába tartozó nem.

## Rendszerezés
A nembe az alábbi 3 faj tartozik:
- Mylossoma acanthogaster (Valenciennes, 1850)
- Mylossoma aureum (Spix & Agassiz, 1829)
- Mylossoma duriventre (Cuvier, 1818)